# Combat de Tchoukoutalia (2021)
Pour les articles homonymes, voir Combat de Tchoukoutalia.
Insurrection de Boko Haram
Batailles
Le deuxième combat de Tchoukoutalia a lieu les 4 et 5 août 2021, pendant l'insurrection de Boko Haram.

## Déroulement
Le soir du 4 août 2021, des djihadistes mènent une attaque contre des militaires tchadiens sur l'île de Tchoukoutalia, sur le lac Tchad,. Les assaillants engagent le combat alors que les militaires se reposaient au retour d'une patrouille,. Au début des affrontements, certains soldats paniquent et se débandent. Les combats se poursuivent jusqu'au lendemain, et l'armée tchadienne envoie des renforts qui mènent des opérations de ratissage,.
L'attaque est attribuée à Boko Haram par le gouvernement tchadien, mais elle serait le fait de l'État islamique en Afrique de l'Ouest, les autorités tchadiennes ne faisant aucune distinction entre les deux groupes. Boko Haram est alors très affaibli depuis la mort de son chef, Abubakar Shekau, tué par l'État islamique à la bataille de la forêt de Sambisa.

## Pertes
Le porte-parole de l'armée, le général Azem Bermandoa Agouna, annonce que le bilan est de 26 militaires tués et 14 blessés, dont huit grièvement. Il affirme également que « plusieurs terroristes ont été neutralisés ».